# Козлова, Татьяна Васильевна (легкоатлетка)
Татья́на Васи́льевна Козло́ва (род. 2 сентября 1983) — российская легкоатлетка, специалистка по спортивной ходьбе. Выступала за сборную России по лёгкой атлетике в 1999—2006 годах, победительница юношеского чемпионата мира, чемпионка Европы среди юниоров, призёрка первенств всероссийского значения. Представляла Республику Мордовию и Российскую Армию.

## Биография
Татьяна Козлова родилась 2 сентября 1983 года. Занималась лёгкой атлетикой в Центре Олимпийской подготовки Республики Мордовия по спортивной ходьбе в Саранске, была подопечной тренеров В. М. Чёгина и Н. Ф. Кабанова. Выступала за Российскую Армию.
Впервые заявила о себе на международном уровне в сезоне 1999 года, когда вошла в состав российской сборной и выступила на юношеском мировом первенстве в Быдгоще, где в программе ходьбы на ходьбы на 5000 метров превзошла всех соперниц и завоевала золотую медаль.
В 2000 году одержала победу в личном и командном зачётах юниорок на Кубке Европы по спортивной ходьбе в Айзенхюттенштадте, получила серебро в ходьбе на 10 000 метров на юниорском мировом первенстве в Сантьяго — уступила здесь только своей соотечественнице Людмиле Ефимкиной.
На Кубке Европы 2001 года в Дудинце вновь была лучшей в личном и командном зачётах юниорок, на юниорском европейском первенстве в Гроссето так же завоевала золотую награду.
В 2002 году на юниорском мировом первенстве в Кингстоне в ходьбе на 10 000 метров финишировала седьмой.
В 2004 году в дисциплине 20 км взяла бронзу на зимнем чемпионате России по спортивной ходьбе в Адлере, тогда как на Кубке мира в Наумбурге закрыла двадцатку сильнейших в личном зачёте и тем самым помогла своим соотечественницам стать серебряными призёрками командного зачёта.
В 2005 году с личным рекордом 1:27.30 получила серебро в ходьбе на 20 км на зимнем чемпионате России в Адлере, в то время как на Кубке Европы в Мишкольце была дисквалифицирована.
На Кубке Европы 2006 года в Ла-Корунье получила дисквалификацию, при этом россиянки всё равно стали победительницами командного зачёта 20 км.
Завершила спортивную карьеру по окончании сезона 2007 года.